# Светско првенство у пливању 2025 — 4×200 м слободно за мушкарце
Пливачке трке у штафетама на 4×200 метара слободним стилом за мушкарце на Светском првенству у пливању 2025. одржане су 1. августа (квалификације и финале) као део програма Светског првенства у воденим спортовима. Трке су се одржавале у базену спортског комплекса Singapore Sports Hub у Сингапуру.
За трке у овој дисциплини била је пријављена укупно 17 штафета из исто толико земаља. У тркама је учествовало укупно 70 плвача. 
Титулу светских првака освојили су по четврти пут у историји репрезентативци Велике Британије, сребрни су били браниоци титуле из Дохе 2024, репрезентативци Кине, док је бронзана медаља припала репрезентацији Аустралије.

## Освајачи медаља
|                                                                                            | Резултат                                |                                                             | Резултат                               |                                                                                        | Резултат                               |
|                                                                                            |                                         |                                                             |                                        |                                                                                        |                                        |
| Велика БританијаМетју Ричардс · Џејмс Гај · Џек Макмилан · Данкан СкотЕван Џоунс · Том Дин | 6:59.84 1:45.37 1:45.00 1:45.65 1:43.82 | КинаЂи Синђе · Пан Џанле · Ванг Шуен · Џанг ЏаншуоФеј Ливеј | 7:00.911:46.22 1:44.41 1:46.08 1:44.20 | АустралијаФлин Саутам · Чарли Хоук · Кај Тејлор · Максимилијан ЏулијаниЕдвард Самервил | 7:00.981:45.85 1:45.57 1:44.64 1:44.92 |

## Званични рекорди
Пре почетка такмичења званични рекорди у овој дисциплини су били следећи:
| Рекорд                         | Репрезентација   | Резултат | Место         | Датум         |
| ------------------------------ | ---------------- | -------- | ------------- | ------------- |
| Светски рекорд СР              | Сједињене Државе | 6:58.55  | Рим (Италија) | 31. јул 2009. |
| Рекорд светских првенстава РПр | Сједињене Државе | 6:58.55  | Рим (Италија) | 31. јул 2009. |